# Bottoms
Bottoms är en amerikansk komedifilm från 2023 som hade premiär den 25 augusti 2023. Filmen är regisserad Emma Seligman som också skrivit manus tillsammans med Rachel Sennott, som spelar en av filmens huvudrolle. Elizabeth Banks har svarat för produktionen.

## Handling
Filmen kretsar kring två impopulära queertjejer på high school som startar en "fight club" med avsikten att kunna träffa cheerleaders.

## Rollista (i urval)
- Rachel Sennott - PJ
- Ayo Edebiri - Josie
- Havana Rose Liu - Isabel
- Kaia Gerber - Brittany
- Nicholas Galitzine - Jeff
- Dagmara Domińczyk
- Marshawn Lynch - Mr. G
- Ruby Cruz - Hazel
- Miles Fowler - Tim
- Punkie Johnson
- Lacey Dover - Cheerleader
- Alyssa Matthews - Fight Club
- Krystal Chambers - Fight Club Girl
- Summer Joy Campbell - Sylvie